# پریموش پترکا
پریموش پترکا (انگلیسی: Primož Peterka؛ زادهٔ ۲۸ فوریهٔ ۱۹۷۹) اسکی‌باز پرش اهل اسلوونی است.